# トゥルーイスト・パーク
トゥルーイスト・パーク（Truist Park）は、ジョージア州コブ郡 (カンバーランド) にある野球場。アトランタ・ブレーブスの本拠地として2017年シーズンから使用されている。
サントラスト銀行が25年間の命名権を取得し、サントラスト・パーク（SunTrust Park）として2017年に開場した。2019年にサントラスト銀行がBB&Tと合併しトゥルーイスト・ファイナンシャルとなったため、球場名も翌2020シーズンよりサントラスト・パークからトゥルーイスト・パークへ名称変更している。

## フィールドの特徴
前本拠地のターナー・フィールドに比べて左翼方向が広く、逆に右翼方向は狭くなっている。

## 施設
球場は4万人あまりを収容し、どの席からも視界が得られるように設計されている。4,000席のプレミアムシートも充実しており、早くも注目を集めている。プレミアムシートのひとつ、デルタスカイ360クラブではスポーツバーなどを備えたダイニングスペースを提供、フードやお酒とともに野球観戦が楽しめる。また商業施設、ホテル、オフィスビルや住宅を擁する複合施設「バッテリー・アトランタ」は球場に面していて、レストランと球場との行き来も容易。より快適に、より楽しく、従来の球場とは違った体験へとアップグレードされている。
前球場ターナー・フィールドにあった球団博物館はこの球場には無い。

## 主要な出来事
- 2017年3月31日、ニューヨーク・ヤンキースとのオープン戦で開場[17]
- 2017年4月14日、MLB公式戦初開催（アトランタ・ブレーブス 5 - 2 サンディエゴ・パドレス）[18]。
- ワールドシリーズ開催：2021年
- オールスター開催：2025年7月16日（ナ・リーグ 6 - 6 ア・リーグ）※9回終了時点で決着がつかずホームランダービーの延長戦を実施し、ナ・リーグが4本塁打、ア・リーグ3本塁打でナ・リーグが勝利[19]。

## 経緯

### 立案
ブレーブスが1997年から使用していたターナー・フィールドは、アトランタ市内にある1996年のアトランタオリンピックのメイン会場として使用された陸上競技場（オリンピック・スタジアム）を野球場に作り変えたもので、バリューエンジニアリングされているため多額の維持費がかかり、保有権を持つアトランタ市からは各種リノベーション費用１億5000ドルの提供を断られた。また、旧本拠地は地下鉄の最寄駅から約１マイルも離れており、球場周辺のフリーウェイの慢性的な渋滞によりファンは車で球場に来るのも大変な状態に陥っていた。これらの費用の問題や、借用権が2016年で満了することなどを考慮し、2013年11月にブレーブスは本拠地移転の計画を発表した。球団公式見解として「駐車場不足」が転出の理由に挙げられた。

### 計画
建設地は、アトランタ郊外のコブ郡カンバーランドにあるフリーウェイのインターチェンジ近くが選ばれた。ブレーブスは、その場所を「ブレーブスのファン層の地理的中心に近い」と説明している。調査によると、富裕層の多いこの地区からの来場者が多かったという。郡評議会も2014年5月に新球場建設プランを全員一致で承認し、さらに球場及び駐車場などの諸施設建設費用6億2200万ドルのうち3億9200万ドルを郡が負担するという。これにより、ターナー・フィールドを継続使用するためには改修費及びファン関連の施設建設で3億5000万ドルの球団負担が必要となるが、新球場移転では開業後30年間で維持費としてブレーブスが負担する額は8000万ドルに留まるとしている。また、球場周辺の開発権が認められたことでより集客性を高める総合エンターテイメント施設を建設することが可能になった。
建設地の面積は60エーカーで、新球場は15エーカーになる。残りのスペースは駐車場や緑地、複合施設になるという。駐車場の収容台数は11,000台で、球場から2マイル以内に計30,000台のスペースが設けられる。最寄駅は10km以上離れているが、シャトルバスが運行される。球場の収容人数は41,149人。

### バッテリー・アトランタ
2013年11月に4億ドルをかけて球場に隣接する娯楽地区の開発が発表された。商業施設やホテル、オフィスビル、住宅などが建設され、その複合施設は「バッテリー・アトランタ」と名付けられた。

### デザイン
球場の設計には、多くのMLBの球場を手掛けてきたPOPULOUSが選ばれた。球場の外観にはレンガが用いることで、「時代を超越した」デザインになっている。

### 建設
2014年9月16日に起工式が執り行われた。天然ガスパイプラインの移動やライフライン管の整備、基礎工事などが終わると、2015年8月に外観のメインとなるレンガの設置セレモニーが行われた。式典には球団職員や郡関係者、スポンサー、さらにOBのハンク・アーロンや現役選手のフレディ・フリーマンも参加。最初のレンガは、ユースティス・モリスにより設置された。83歳の彼は石工として、球団の旧本拠地であるアトランタ・フルトン・カウンティ・スタジアムで最初のレンガを、オリンピック・スタジアムでは最初と最後のレンガを設置していた。また、起工式の様子や1948年のワールドチャンピオンになった時、1995年にリーグ優勝した時の映像などを入れたタイムカプセルをレンガの奥に封印した。このタイムカプセルは球場が取り壊されるときに取り出すという。
2017年1月には外観工事がほとんど完了し、3月4日に最後となる芝が張られた。同8日には建設過程を記録したタイムラプスビデオが公開。

### 開場
2017年3月31日のニューヨーク・ヤンキースとのオープン戦で開場。
4月8日にはジョージア大学とミズーリ大学の試合が開催されている。
4月14日のサンディエゴ・パドレス戦が初のMLB公式戦となり、試合前には式典が開かれ球団OBのハンク・アーロンが始球式を務めた。
2021年7月13日にはオールスターゲームが開催予定であったが、選挙法の改正をめぐって抗議が起き、クアーズ・フィールドに変更され開催は幻となった。2025年7月15日(日本時間7月16日)に改めて実施し、9回終了時点でナショナル・リーグ 6 - 6 アメリカン・リーグで決着がつかず、特別ルールとして各チーム3選手ずつによるホームランダービーを実施。ナショナル・リーグチームが4本塁打、アメリカン・リーグチームが3本塁打でナショナル・リーグチームが勝利した。MVPは、ホームランダービーで3本塁打を打ったフィラデルフィア・フィリーズ所属のカイル・シュワーバー選手が選ばれた。